# Pochocollo Bajo
Pochocollo Bajo (auch: Puchucollo Bajo) ist eine Ortschaft im Departamento La Paz im Hochland des südamerikanischen Anden-Staates Bolivien.

## Lage im Nahraum
Pochocollo Bajo liegt in der Provinz Los Andes und ist die viertgrößte Ortschaft im Cantón Laja im Municipio Laja. Der Ort liegt auf einer Höhe von 3934 m direkt am Westrand der Metropolregion El Alto.

## Geographie
Pochocollo Bajo liegt auf der bolivianischen Hochebene zwischen den Anden-Gebirgsketten der Cordillera Occidental im Westen und der Cordillera Central im Osten. Das Klima der Region ist ein typisches Tageszeitenklima, bei dem die Durchschnittstemperaturen im Tagesverlauf stärker schwanken als im Jahresverlauf.
Die mittlere Jahrestemperatur des nahegelegenen Viacha liegt bei knapp 9 °C, der Jahresniederschlag beträgt etwa 600 mm (siehe Klimadiagramm Viacha). Die Monatsdurchschnittstemperaturen schwanken nur unwesentlich zwischen 6 °C im Juli und 10 °C von November bis Februar. Die Monate Mai bis August sind arid mit Monatsniederschlägen von weniger als 15 mm, in den Südsommer-Monaten Januar und Februar werden Monatsniederschläge von mehr als 100 mm gemessen.

## Verkehrsnetz
Pochocollo Bajo liegt in einer Entfernung von 24 Straßenkilometern südwestlich von La Paz, der Hauptstadt des gleichnamigen Departamentos.
Von La Paz führt die Nationalstraße Ruta 2 dreizehn Kilometer in westlicher Richtung nach El Alto, von dort aus führt eine der westlichen Ausfallstraßen elf Kilometer später nach Pochocollo Bajo.

## Bevölkerung
Die Ortschaft als eigenständige Gemeinde ist erst in jüngerer Zeit durch die West-Ausdehnung der Stadt El Alto entstanden und hat sich allein in dem Jahrzehnt zwischen den beiden letzten Volkszählungen verdreifacht:
| Jahr | Einwohner     | Quelle       |
| ---- | ------------- | ------------ |
| 1992 | nicht notiert | Volkszählung |
| 2001 | 185           | Volkszählung |
| 2012 | 557           | Volkszählung |
| 2024 |               | Volkszählung |

Die Region weist einen hohen Anteil an Aymara-Bevölkerung auf, im Municipio Puerto Pérez sprechen 97,2 Prozent der Bevölkerung Aymara.